# Dan Issel
Daniel Paul Issel (* 25. Oktober 1948 in Batavia, Illinois) ist ein ehemaliger US-amerikanischer Basketballspieler und -trainer. Er war Center bei den Kentucky Colonels in der American Basketball Association und den Denver Nuggets in der National Basketball Association. 2003 wurde er in die Naismith Memorial Basketball Hall of Fame aufgenommen.

## College
Issel spielte für die University of Kentucky unter dem legendären Trainer Adolph Rupp. Er war von 1966 bis 1970 an der UK und erzielte 2.138 Punkte (ein Durchschnitt von 25,7 pro Spiel) und wurde in den zwei von drei Jahren zum All-American gewählt. Am 7. Februar 1970 erzielte Issel 53 Punkte beim 120:85-Sieg gegen die University of Mississippi und brach damit den Rekord von 51 Punkten, den Cliff Hagan aufgestellt hatte.

## ABA
1970 unterschrieb Issel bei den Kentucky Colonels in der ABA. In seiner ersten Saison war Issel in der Liga mit 29,9 Punkten pro Spiel Topscorer und holte 13,2 Rebounds. Durch solche Statistiken wurde er prompt Rookie des Jahres. In seiner zweiten Saison erreichte er 30,6 Punkte pro Spiel, wurde MVP und nahm am All-Star-Game teil. 1975 gewann er mit den Colonels die Meisterschaft.

## NBA
1975 wurde Issel in der ABA zu den Denver Nuggets getradet, die ein Jahr später der NBA beitraten. Beim NBA All-Star Game 1977 repräsentierte er dann die Nuggets. In seiner Karriere erreichte er insgesamt 27.000 Punkte. Zu seiner Zeit hatten damit nur Kareem Abdul-Jabbar, Wilt Chamberlain und Julius Erving mehr Punkte als er erzielt.
Im Jahr 1985 wurde Issel für sein soziales Engagement mit dem J. Walter Kennedy Citizenship Award ausgezeichnet.